# 栃木警察署
栃木警察署（とちぎけいさつしょ）は、栃木県栃木市箱森町にある栃木県警察が管轄する警察署。

## 所在地
- 栃木県栃木市箱森町40番14号

## 管轄区域
- 栃木市
- 下都賀郡壬生町

## 沿革
- 1874年（明治7年） - 栃木警察掛出張所として開設
- 1877年（明治10年） - 栃木警察署に改称
- 1963年（昭和38年） - 栃木市室町に新築移転
- 2008年（平成20年）2月4日 - 現在地へ新築移転
- 2010年（平成22年）4月1日 - 栃木県藤岡警察署を統合。同警察署は藤岡交番に変更。
- 2012年（平成24年）4月1日 - 合併により、栃木市西方町を鹿沼警察署より移管。金崎・真名子の両警察官駐在所を当警察署所属となる。

## 交番・駐在所

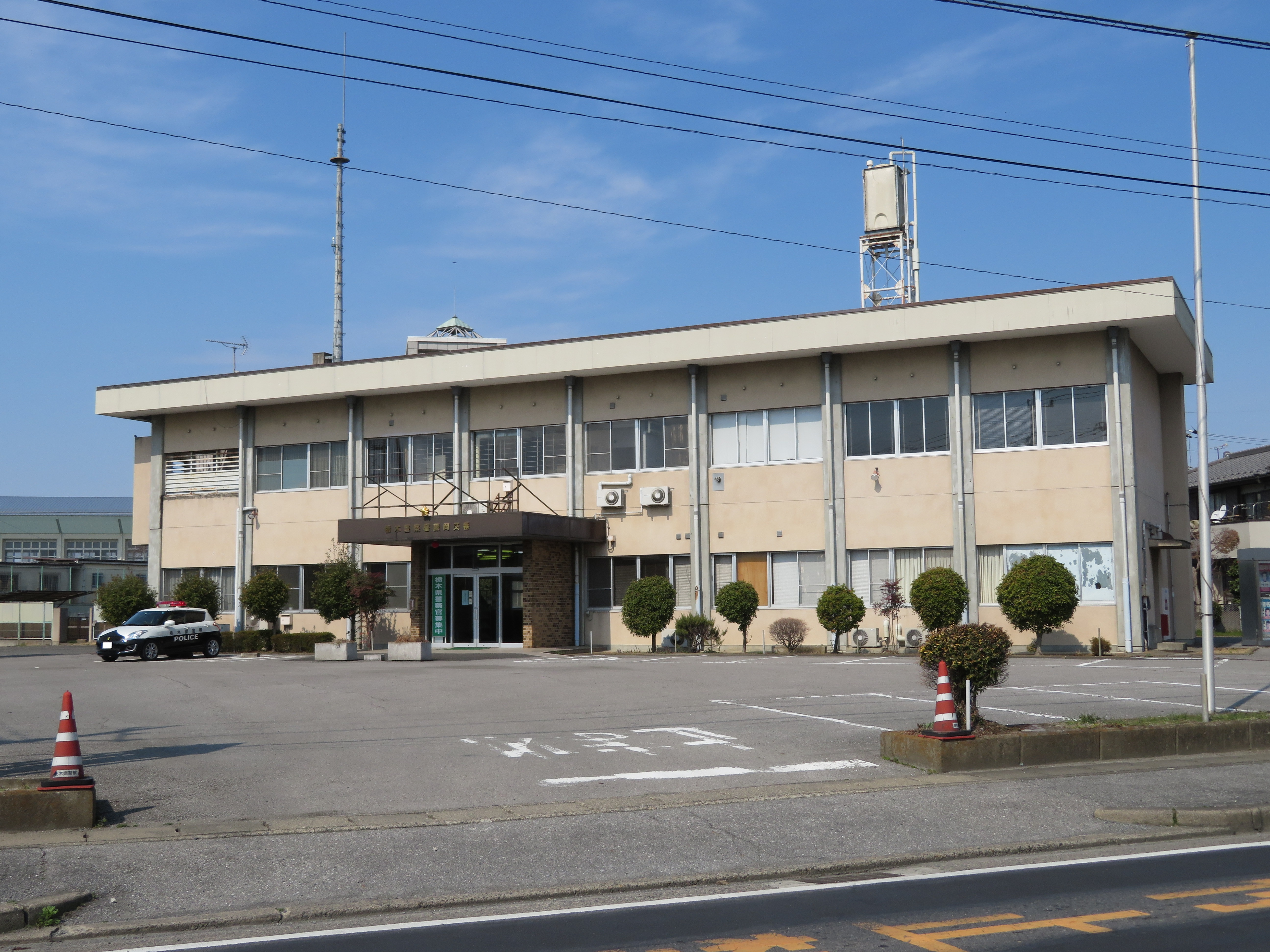
藤岡交番

### 栃木市
- 栃木駅前交番（栃木市河合町1番1号）
- 万町交番（栃木市万町16番10号）
- 大平交番（栃木市大平町富田5番地6）
- 藤岡交番（旧藤岡警察署、栃木市藤岡町藤岡81番地1）

### 壬生町
- 壬生交番（下都賀郡壬生町本丸2丁目19番16号）
- おもちゃのまち交番（下都賀郡壬生町緑町3丁目1番16号）

## 警察官駐在所

### 栃木市
- 大宮町警察官駐在所（栃木市大宮町1659番地1）
- 皆川城内警察官駐在所（栃木市皆川城内町741番地7）
- 寺尾警察官駐在所（栃木市梅沢町1149番地）
- 尻内町警察官駐在所（栃木市尻内町376番地1）
- 吹上町警察官駐在所（栃木市吹上町419番地）
- 惣社町警察官駐在所（栃木市惣社町559番地3）
- 田村町警察官駐在所（栃木市田村町611番地1）
- 和泉警察官駐在所（栃木市岩舟町和泉1425-7）
- 小野寺警察官駐在所（栃木市岩舟町小野寺2130番地1）
- 静警察官駐在所（栃木市岩舟町静1393-3）
- 下津原警察官駐在所（栃木市岩舟町下津原447-1）
- 大柿警察官駐在所（栃木市都賀町大柿1528番地1）
- 平川警察官駐在所（栃木市都賀町平川476-1）
- 家中警察官駐在所（栃木市都賀町家中5857-3）
- みかも警察官駐在所（栃木市藤岡町甲278番地4）
- 金崎警察官駐在所（栃木市西方町金崎177番地8）
- 真名子警察官駐在所（栃木市西方町真名子513番地1）

### 壬生町
- 稲葉警察官駐在所（下都賀郡壬生町大字上稲葉230番地1）
- 上田警察官駐在所（下都賀郡壬生町大字上田115番地4）

### 廃止された駐在所
- 赤麻警察官駐在所（栃木市藤岡町赤麻1722-5） - 令和7年3月28日に藤岡交番へ統合
- 部屋警察官駐在所（栃木市藤岡町蛭沼1229-5） - 令和7年3月28日に藤岡交番へ統合